# Volo CommutAir 4281
Venerdì 3 gennaio 1992, il volo CommutAir 4281, operato da un Beechcraft 1900, si schiantò contro una collina boscosa vicino a Gabriels, nello stato di New York, durante l'esecuzione di un avvicinamento ILS alla pista 23 dell'aeroporto regionale di Adirondack. La causa dell'incidente venne determinata come provocata da un errore del pilota. Due persone morirono nello schianto e altrettante sopravvissero.

## L'incidente
Il volo 4281 era un volo mattutino della USAir Express con partenza da Plattsburgh, New York, a Newark, nel New Jersey, con scali intermedi a Saranac Lake e Albany. L'equipaggio del volo 4821 aveva come piloti il comandante Kevin St. Germain, 30 anni, e il primo ufficiale Dean Montana, 23 anni. A bordo c'erano due passeggeri, uno dei quali era un impiegato della CommutAir fuori servizio.
Poco prima dell'incidente, l'aereo contattò i funzionari della CommutAir a terra all'aeroporto di Lake Clear. Durante la discesa a Saranac Lake, l'equipaggio scese sotto del sentiero di discesa e si schiantò contro una collina alle 05:45 ora locale. Il primo ufficiale Montana e il passeggero dipendente dell'azienda rimasero uccisi, mentre il comandante St. Germain e l'altro passeggero sopravvissero, benché feriti.

## Le indagini
Il Beechcraft era ancora nuovo e l'equipaggio era esperto. Immediatamente dopo l'incidente, non c'era una causa chiara.
A quell'epoca non era necessario che i piccoli aerei fossero equipaggiati con un registratore dei dati di volo (FDR), che quindi non era presente. Era invece dotato di un registratore di cabina (CVR), che tuttavia rimase bruciato al punto che i dati all'interno erano inutilizzabili. Il National Transportation Safety Board (NTSB) si basò sui dati riguardanti la posizione del velivolo dal controllo del traffico aereo, sul relitto, sulle interviste ai sopravvissuti e sulle informazioni meteorologiche per trovare la causa più probabile.
L'NTSB attribuì l'incidente ad un errore del pilota. Il comandante St. Germain non riuscì a stabilizzare l'avvicinamento, a effettuare un controllo incrociato degli strumenti ed era sceso al di sotto dell'altitudine minima. Il primo ufficiale Montana, invece, non era riuscito a monitorare l'avvicinamento. I fattori che contribuirono all'incidente furono le condizioni meteorologiche e le possibili interferenze statiche delle precipitazioni, che avrebbero potuto causare indicazioni inaffidabili sulla planata.